# Mensura Hadžić
Mensura Hadžić (in serbo Менсура Хаџић?; Ključ Gacko, 4 gennaio 1970) è un'ex cestista jugoslava.

## Carriera
Con la Jugoslavia ha disputato i Campionati europei del 1995.